# 沈亮 (南朝)
沈亮（404年—450年），字道明，南朝宋武康人，未成年时，本州征召其担任从事。由于弹劾会稽太守孟顗而被罢免官职，又上奏有关天文地理的异常现象，转任西曹主簿。

## 经历
沈亮担任西曹主簿时，刺史刘义康召集下属商量对策，沈亮建议查明贫富情况，并允许真正的富户留下一年的粮食，其余全部卖出，稳定粮价，以避免富人囤积粮食并哄抬物价的现象。又因为淮河流域正值丰收，粟米也将成熟，建议分出一部分抵税，在互市交换，借贷三吴地区饥民钱财，并让丁壮转运粮食，以赡养老人。还建议在当地禁酒。这些建议立即被采纳。

## 政绩
襄阳从江左建制以来从未有皇子镇守。元嘉二十二年（公元445年），宋世祖刘骏任命沈亮担任南阳太守，加扬武将军。沈亮受到当地蛮横之人的敬畏，还杀死了几名狡猾的村民。他又派遣官员巡视各县，免除衰弱多病、生活无法自理的人的赋税并施以救济。并每年救济年老者。沈亮还在当地开办学校，教导儒学。

## 轶事
南阳郡当时有个古石堰，年久荒芜，沈亮认为这个石堰“区野腴润，实为神皋，而芜决稍积，久废其利，凡管所见，谓宜创立。”得到世祖同意,又修建马人陂（今华山水库库址，现存有石碑）。使当地人民获益。任期四年后，升任南谯王刘义宣司空中兵参军。又在随王刘诞镇守襄阳时担任后军中兵，兼任义成太守。

## 晚年
沈亮很受文帝刘义隆称赞，赐给他车马玩具服装。每当有远方贡献稀奇器物，也赐一些给他，另外又赐给沈亮二千卷书籍。二十七年，沈亮死于任上，卒年四十七岁。 